# Matthieu Gafsou
Matthieu Gafsou, né à Aubonne le 1er octobre 1981, est un photographe franco-suisse. Il vit à Lausanne, en Suisse. Il participe, depuis 2006, à de nombreuses expositions personnelles et collectives.   

## Biographie

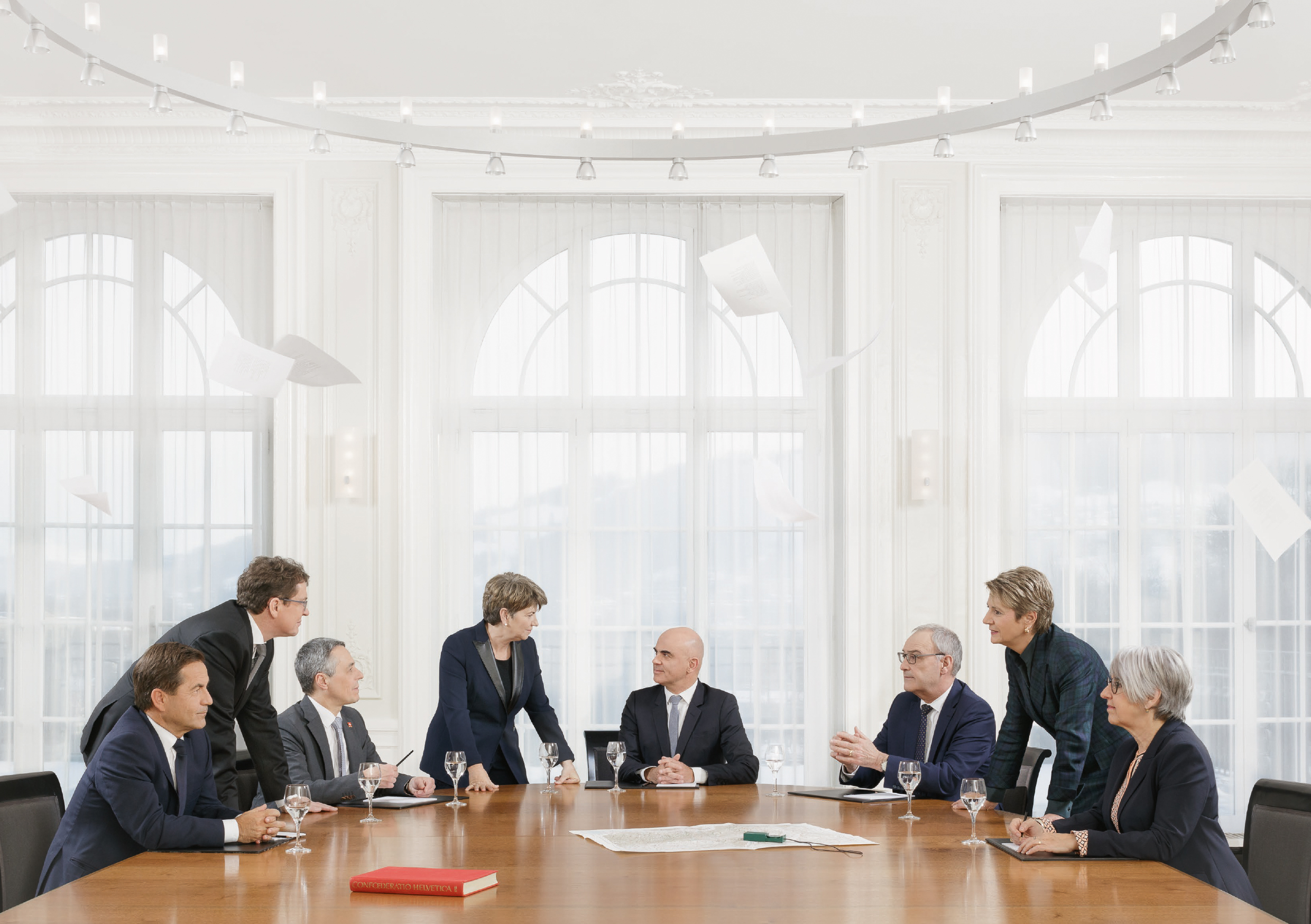
Photo officielle du Conseil fédéral 2023, par Matthieu Gafsou.

Né d'un père juif franco-tunisien et d'une mère suisse, il a grandi à Lausanne et étudié à l'École supérieure de photographie de Vevey ainsi qu'à l'Université de Lausanne.  
Si ses premiers travaux photographiques sont centrés sur le paysage et l'architecture, depuis Sacré et surtout Only God Can Judge Me, H+ et Vivants, il s'attache plus particulièrement aux phénomènes sociaux et humains d'aujourd'hui.
Déployant une forme très libre de photographie documentaire qui entremêle différentes modalités formelles (reportage, portrait, architecture, paysage et natures mortes), il n'hésite pas à parasiter cette documentation première avec des images fabriquées au caractère allégorique. Peu ou pas narratives, ses photographies fonctionnent ainsi en réseau afin de tisser des significations multiples qui questionnent le regard du spectateur. 
Il a reçu plusieurs prix pour son travail, parmi lesquels le Prix HSBC pour la photographie (2009), le Prix culturel du canton de Vaud (2015) et le prix Irène Reymond (2020).
Il réalise la photographie officielle 2023 du Conseil fédéral (dans une salle du Bernerhof (de)),.

## Expositions principales
- Septembre à décembre 2022 : Le Voile du réel, Musée d'art de Pully, Pully ;
- Octobre 2019 : H+, Biennale Foto/Industria, Bologna ;
- Novembre 2019 : H+, Jimei x Arles Festival, Xiamen, Chine ;
- Mars 2019 : Civilization: The Way We Live Now, UCCA, Beijing, Chine ;
- Juillet 2018 : H+, Les Rencontres de la photographie d'Arles, France ;
- Décembre 2017 à février 2018 : 73ème Biennale d'art contemporain de la Société des amis du Musée des beaux-arts de La Chaux-de-Fonds ;
- Mars à mai 2016 : 72ème Biennale d'art contemporain de la Société des amis du Musée des beaux-arts de La Chaux-de-Fonds ;
- Janvier 2016 : Life is not a beach, Tutsek Stiftung, Munich ;
- Juin 2014 : Musée de l'Elysée, Lausanne [5]
- Mars 2014 : MMOMA, Moscou ;
- Mars 2013 : Landmark, Summerset house, Londres ;
- Octobre 2013 : Musée des Beaux-arts de la Chaux-de-Fonds ;
- Novembre 2011 : Photophnompenh, Phnom Penh, Cambodge ;
- Décembre 2009 : Surfaces, Musée d'art contemporain, Marseille ;
- Mais 2009 : All over the place, New York Photo Festival, New York ;
- Février 2009 : Musée cantonal des beaux-arts de Lausanne[6].

## Publications
- Matthieu Gafsou, Vivants, Atelier EXB, 2023 [monographie].
- Matthieu Gafsou, Le Voile du réel, Musée de Pully, 2022 [monographie].
- Matthieu Gafsou, Solastalgie in Élégies – Résidences 1+2, Filigranes Éditions, 2019 [coffret].
- Matthieu Gafsou, H+, Kehrer Verlag, Actes Sud. 2018 [monographie].
- Matthieu Gafsou, Only God Can Judge Me, Kehrer Verlag, 2014 [monographie].
- Matthieu Gafsou, Sacré, Éditions Idpure, 2012 [monographie].
- Yann Amstuz, Matthieu Gafsou et Milo Keller, L'Expérience de la ville, Éditions Attinger, 2012.
- Matthieu Gafsou, Alpes, Éditions 19/80, 2012 [monographie].
- Matthieu Gafsou, Le Corbusier à Firminy, Éditions Gallimard, 2009 [monographie].
- Matthieu Gafsou, Surfaces, Éditions Actes Sud, 2009 [monographie].
- Matthieu Gafsou, Vivants, Musée de Pully, 2002 [monographie].